# 原焦高速公路
原焦高速公路是一条连接河南省原阳县和焦作市的高速公路，于2002年通车，原名郑焦晋高速公路。由于质量较好，长达10年没有进行过大修。
郑焦晋高速公路的原阳至焦作段于2008年更名为S86原焦高速公路，焦作至晋城段则并入晋城至新乡的 晋新高速公路。2019年，原焦高速亦被划入中国国家高速公路网，编号由S86变更为G5512，成为晋新高速公路的一段。原晋新高速的焦作至新乡段则重新编为 菏宝高速公路的一段。